# Jurij Łużkow
Jurij Michajłowicz Łużkow (ros. Ю́рий Миха́йлович Лужко́в, ur. 21 września 1936 w Moskwie, zm. 10 grudnia 2019 w Monachium) – rosyjski polityk, w latach 1992–2010 mer Moskwy.

## Życiorys
Był synem stolarza, który przeprowadził się z okolic Tweru do Moskwy. Studiował w Instytucie Przemysłu Petrochemicznego i Gazowniczego w Moskwie. W latach studiów pracował jako dozorca i ładowacz. 
W połowie lat 70. XX wieku wstąpił do Komunistycznej Partii Związku Radzieckiego. Pod koniec lat 80. XX wieku zrezygnował z pracy w przemyśle i został zatrudniony w urzędzie miejskim w Moskwie.
W 1992 roku dostał nominację na stanowisko burmistrza stolicy od pierwszego prezydenta Rosji Borysa Jelcyna. Po raz pierwszy wybrano go na stanowisko mera Moskwy w 1996 roku. Głosowało na niego wówczas 90% mieszkańców Moskwy. W 1999 roku Łużkow był rywalem Władimira Putina do fotela prezydenta Rosji pod koniec kadencji Borysa Jelcyna. W tym samym roku, znów wygrał wybory uzyskując 71,5% głosów wyborców. W 2001 roku był jednym z liderów i założycieli partii Jedna Rosja. W 2003 roku po raz kolejny został merem z poparciem 75% głosów. W 2005 roku pojawiły się kontrolowane przecieki z Kremla, że prezydent Putin zamierza usunąć Łużkowa ze stanowiska mera Moskwy. Głosił ksenofobiczne hasła zwłaszcza w stosunku do ludzi z Kaukazu. W 2008 roku został uznany za persona non grata na Ukrainie po tym, jak opowiedział się za przyznaniem Rosji Sewastopola.
28 września 2010 roku został odwołany ze stanowiska mera Moskwy.

## Życie prywatne
Był dwukrotnie żonaty. W 1958 roku poślubił Marinę Baszyłową, z którą miał dwóch synów. Po jej śmierci (w 1988 roku) związał się z Jeleną Baturiną, która później została uznana za najbogatszą kobietę w Rosji. Pobrali się w 1991 roku, mają dwie córki (ur. 1992 i 1994). Po odwołaniu ze stanowiska mera Moskwy wyjechał wraz z żoną i córkami do Wielkiej Brytanii.
Pochowany na Cmentarzu Nowodziewiczym w Moskwie.

## Odznaczenia
Został odznaczony m.in. Orderem „Za zasługi dla Ojczyzny” I, II i III klasy, Orderem Zasług Wojskowych, Orderem Honoru, Orderem Lenina oraz Orderem Czerwonego Sztandaru Pracy. Był też laureatem Nagrody Państwowej ZSRR.